# Сахнюк, Григорий Викторович
Григо́рий Ви́кторович Сахню́к (Гараня́н) (укр. Григорій Вікторович Сахнюк (Гаранян); 11 января 1987 года, Киев) — украинский футболист.

## Карьера
Воспитанник киевских «Динамо» и «Оболони». После завершения обучения играл за «Динамо-3» во второй лиге чемпионата Украины. В 2007 году вместе с ещё одним «динамовцем» Антоном Корольчуком сначала выступал в аренде в киевском ЦСКА, а затем перешёл в «Кривбасс». Единственный матч в высшей лиге провёл 4 августа того же года, выйдя в стартовом составе против симферопольской «Таврии». В перерыве игры был заменён на Анатолия Опрю. За дубль криворожан сыграл 25 матчей, забил 4 гола.
С 2010 года играл во второй лиге за «Буковину», «Сталь» (Днепродзержинск) и «Горняк» (Кривой Рог). В составе «Буковины» в сезоне 2009/10 становился победителем группы А первенства второй лиги.
Весной 2014 года перешёл в «Оболонь-Бровар». В её составе в сезоне 2014/15 завоевал серебряные медали второй лиги, а с ними и путёвку в первую лигу. А через год вместе с «пивоварами» завоевал бронзовые медали первой лиги Украины.

### В сборных
В 2004 году в составе юношеской сборной Украины до 17 лет (футболисты не старше 1987 года рождения) под руководством Виктора Кащея принимал участие в финальной части чемпионата Европы во Франции. На этом турнире жёлто-синие последовательно уступили сверстникам из Англии (0:2), Австрии (1:2) и Португалии (0:4), и в итоге заняли последнее место в группе B. Сахнюк принял участие во всех трёх поединках. В двух из них выходил в основном составе.

## Вне футбола
Григорий Сахнюк посещает Киевскую еврейскую мессианскую общину.

### Личная жизнь
Младший брат — Виктор, также профессиональный футболист.